# CCL9
CCL9（英語：Chemokine (C-C motif) ligand 9）是一个小型的细胞因子，属于CC趋化因子家族。它的别名有巨噬细胞炎性蛋白-1γ（英語：macrophage inflammatory protein-1 gamma，MIP-1γ）, 巨噬细胞炎症蛋白相关蛋白-2（英語：macrophage inflammatory protein-related protein-2，MRP-2）以及在啮齿类中使用的CCF18。CCL9还曾经被定名为CCL10，但这个名称已不再使用。
它由淋巴结相关上皮组织（FAE）分泌（如Peyer氏斑块周围），并影响拥有细胞表面分子CD11b与趋化因子受体CCR1的树突状细胞。 CCL9 通过其受体CCR1（破骨细胞中最丰富的趋化因子受体）激活破骨细胞，表明了CCL9可能在骨质吸收中的重要作用。CCL9巨噬细胞和骨髓细胞里也持续表达。编码CCL9的基因位于小鼠的11号染色体上。